# Трудов апартейд
Трудов апартейд е концепцията в трудовата терапия, че различни индивиди, групи и общества могат да бъдат лишени от имаща смисъл и вътрешни значима дейност чрез сегрегация, дължаща се на социални, политически, икономически фактори и поради причини, произтичащи от социалния статус .
Трудовият апартейд може да възникне поради расова сегрегация, инвалидност, възраст, пол, сексуалност, религиозна принадлежност, политически предпочитания и вяра. Здравето и благосъстоянието на тези индивиди, групи и общности е силно ощетено чрез лишаването на смислени и значими дейности.
Трудовият дисбаланс може да се опише като форма на трудов апартейд, с три основни класа: трудово незаети, недостатъчно трудово заети и трудово претоварени .